# Donkere sparpedaalmot
De donkere sparpedaalmot (Argyresthia bergiella) is een vlinder uit de familie van de pedaalmotten (Argyresthiidae). De wetenschappelijke naam van de soort werd in 1840 gepubliceerd door ulius Theodor Christian Ratzeburg.